# Братеево (муниципальный округ)
Брате́ево —  муниципальный округ Москвы, первый муниципальный округ созданный в городе, просуществовавший с 1991 года по 1995 год, начал вновь существовать с 2012 года когда территория округа была преобразована в район «Братеево» Южного административного округа города Москвы.

## История
Данная территория была включена в состав Москвы в 1960 году и первоначально входила в Пролетарский район, а затем в Красногвардейский.
25 марта 1991 года вышло постановление Президиума Верховного Совета РСФСР № 953-1 «О предложении Моссовета по созданию экспериментальных муниципальных округов», которое создало нормативную базу для образования в Москве муниципальных округов. Предварительный список готовящихся к образованию муниципальных округов был опубликован в распоряжении Мэра Москвы от 5 июля 1991 г. № 41-РМ
«О проведении работы по формированию муниципальных округов в г. Москве», а первыми реально образованными округами стали «Братеево» и «Крылатское».
Экспериментальный муниципальный округ «Братеево» был образован 31 июля 1991 года по распоряжению Мэра Москвы «Об образовании экспериментального муниципального округа „Братеево“». В этом распоряжении говорилось, что муниципальный округ является первичной самоуправляемой административно-территориальной единицей города Москвы.
Другие муниципальные округа были образованы позже, их временные границы были определены 12 сентября 1991 года.
После принятия 5 июля 1995 году закона «О территориальном делении города Москвы» все муниципальные округа были юридически заменены на районы. Тогда муниципальный округ Братеево стал районом Москвы «Братеево».

## Границы муниципального округа
Согласно распоряжению мэра Москвы «Об установлении временных границ муниципальных округов Москвы», граница муниципального округа «Братеево» проходила:
от пересечения границы жилой застройки микрорайона Братеево с улицей Борисовские Пруды и по улице Борисовские Пруды до восточной границы жилой застройки, далее по восточной и южной границам жилой застройки микрорайона Братеево до Братеевской улицы и по Братеевской улице до границы жилой застройки микрорайона Братеево и по границе до пересечения с улицей Борисовские Пруды.